# Giuseppe Andreoli (pittore)
Giuseppe Andreoli (San Possidonio, 11 gennaio 1720 – Mirandola, 3 aprile 1776) è stato un pittore italiano.

## Biografia
Figlio di Domenico Andreoli ed Eleonora Senesi, si formò a Bologna presso Giuseppe Perracini detto il Mirandolese. Dipinse per il duomo di Mirandola una tela raffigurante San Possidonio, distrutta durante i restauri del 1858, una tela raffigurante l' Assunzione di Maria Vergine alla presenza dei dodici Apostoli donata alla chiesa di San Francesco, per l'Oratorio del Santissimo Sacramento dipinse la sacrestia, una tela raffigurante l'Annunciazione e due medaglioni per il coro raffiguranti L'entrata di Gesù in Gerusalemme e Gesù che consegna le chiavi a Pietro.
Dipinse un San Luigi Gonzaga per la chiesa parrocchiale di Tramuschio, su commissione di Domenico Paltrinieri . In tarda età sviluppò una gangrena che richiese l'amputazione di entrambe le gambe. Morì il 3 aprile 1776, e venne sepolto nell'oratorio di San Rocco.
Fu probabilmente imparentato con l'omonimo Giuseppe Andreoli, anch'egli nato a San Possidonio, ma nel 1791, che fu sacerdote e patriota italiano.

## Opere
- San Possidonio (distrutta nel 1858)
- San Luigi Gonzaga
- Gesù che consegna le chiavi a Pietro
- L'entrata di Gesù in Gerusalemme
- Assunzione di Maria Vergine alla presenza dei dodici Apostoli (Chiesa di S. Francesco)
- L'Annunziata (Oratorio della Confraternita del S.S. Sacramento)